# トリスタンダクーニャ

トリスタンダクーニャ
Tristan da Cunha

トリスタンダクーニャ（Tristan da Cunha）は、南大西洋に浮かぶ火山諸島トリスタンダクーニャ諸島（Tristan da Cunha Group）からなるイギリスの海外領土である。トリスタンダクーニャ島（Tristan da Cunha Island）と、いくつかの無人島からなる。
トリスタンダクーニャ島には約260人の定住人口がある。世界有数の孤島のひとつであり、ギネス世界記録には「世界一孤立した有人島（the most isolated inhabited island in the world）」として掲載されている。
行政上はイギリスの海外領土セントヘレナ・アセンションおよびトリスタンダクーニャに属する1区域である。行政区域としてのトリスタンダクーニャは、トリスタンダクーニャ諸島のほかにゴフ島を含んでいる。本項では本島の記述を中心に、属島の概要についても言及する。

## 地理

### トリスタンダクーニャ島
トリスタンダクーニャ島は、南緯37度、西経12度に位置する。アフリカ大陸のケープタウンからは2805km、南アメリカ大陸のリオデジャネイロからは3353km離れた、大西洋のただ中である。島の面積は98km2で、人が定住する最も近い陸地は、北に2429km離れたセントヘレナ島であるとされる。また、上空約400kmを飛行する国際宇宙ステーションが最も近い人が居住する場所になる場合がある。

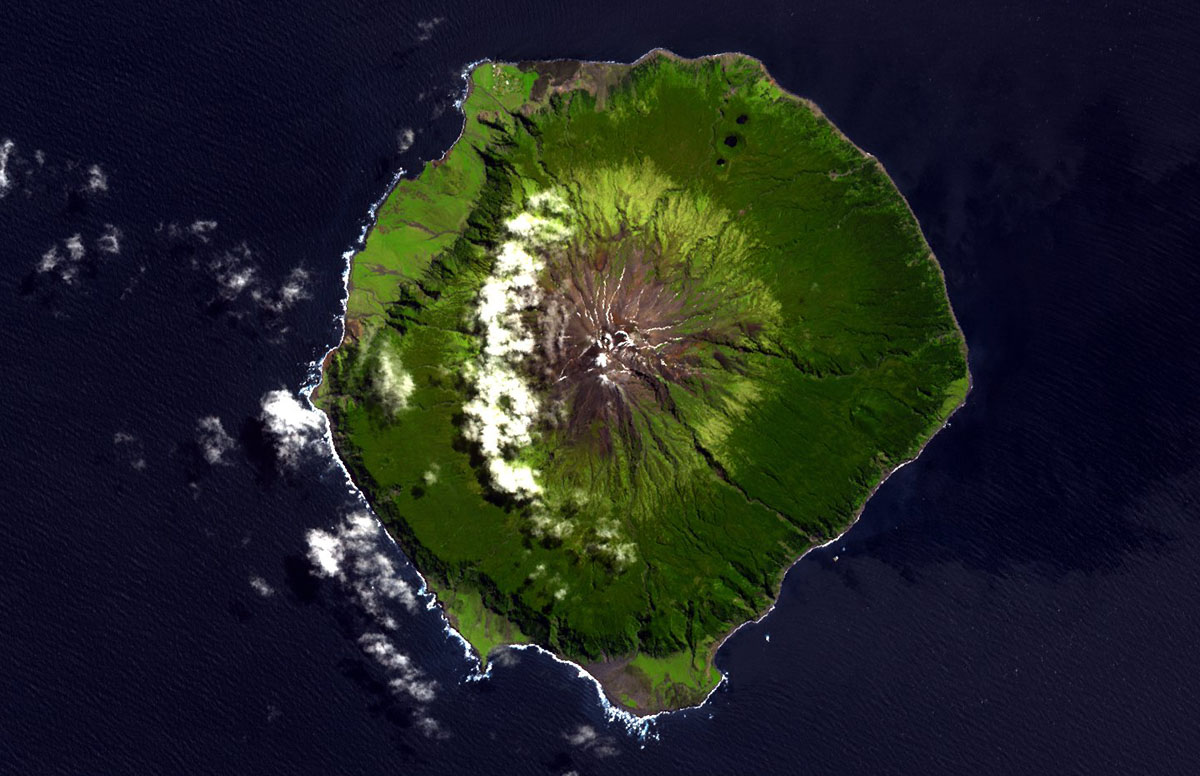
トリスタンダクーニャ島の衛星写真

「世界一孤立した有人島」には別の解釈もあり、イースター島を挙げる説もある。イースター島から最も近い有人島(ピトケアン島)までの距離は約2000kmで、トリスタンダクーニャよりは近くに「隣村」があることになるが、トリスタンダクーニャの近隣にはイナクセシブル島やナイチンゲール島のような無人島があるのに対し、イースター島は400km以上にわたって島がないからである。
北端から南端まで約12kmの島の中央には、楯状火山であるクィーン・メアリー・ピーク (2062m) がそびえ、冬季には降雪する。島の北西部・ホッテントット岬 (Hottentot Point) 周辺を除き、周囲は高さ300m–600m の険しい断崖絶壁である。ホッテントット岬周辺に約5km2ほどの平地があり、島で唯一の集落エディンバラ・オブ・ザ・セブン・シーズがある。

### トリスタンダクーニャ諸島

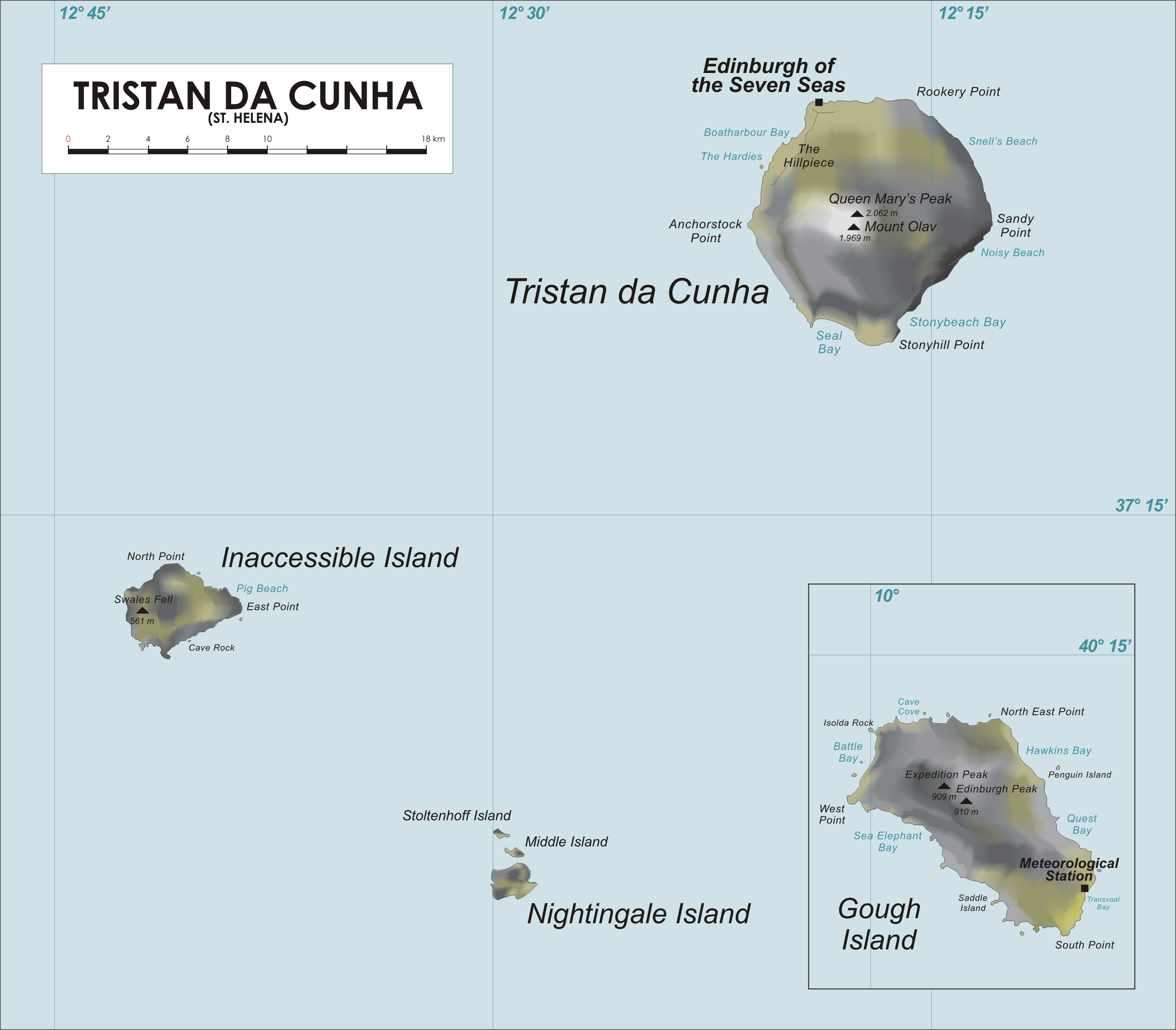

行政区域としてのトリスタンダクーニャには、以下の島々が含まれている。詳細は各項目を参照。
- トリスタンダクーニャ群島 (Tristan da Cunha Island Group)[6][7]
  - トリスタンダクーニャ島 (98km2)
  - イナクセシブル島 (14km2)
  - ナイチンゲール諸島 (2km2)
    - ナイチンゲール島 (1.80km2)
    - ミドル島 (0.10km2)
    - ストルテンホフ島 (0.10km2)
- ゴフ島 (65km2)

イナクセシブル島とナイチンゲール諸島は、それぞれトリスタンダクーニャ本島の35km南西にある。ゴフ島（別名ディエゴ・アルバレス島）のみが大きく離れており、395km南南東にある。
トリスタンダクーニャ本島以外は無人島である。ゴフ島では1956年以来、南アフリカによって気象観測所が運用されており、6名のスタッフが常駐しているが、定住人口としては数えられていない。
トリスタンダクーニャ諸島は大西洋中央海嶺上に位置しており、トリスタン・ホットスポットの活動によって形成されたと考えられている。

## 気候

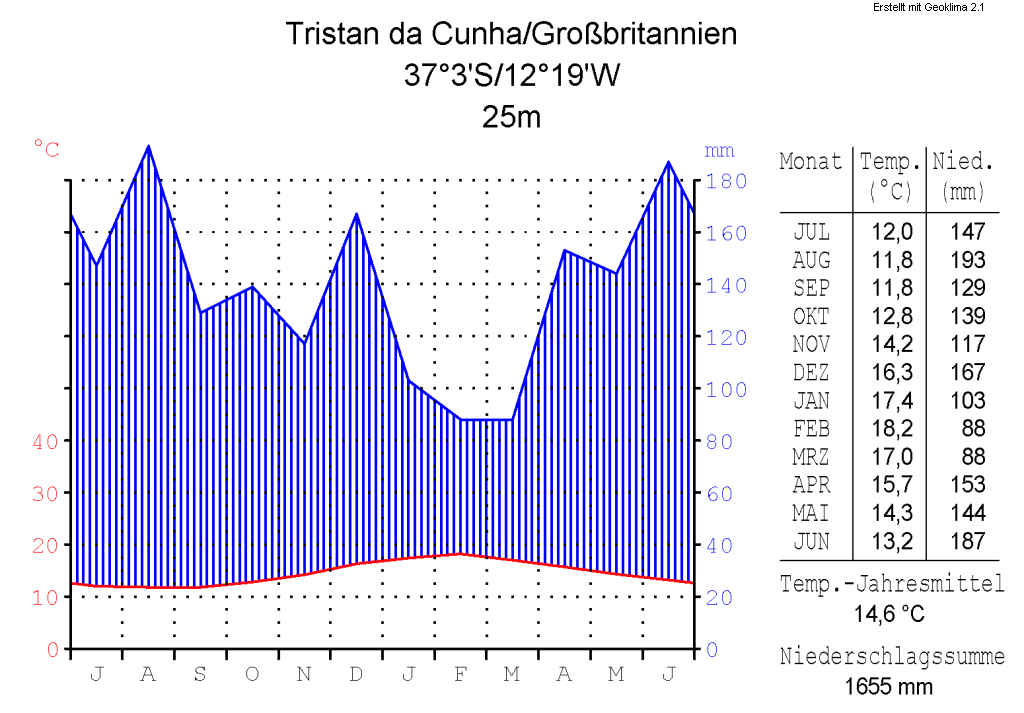
気温と降水量

海洋性気候で、昼夜・夏冬の温度変化は大きくはない。エディンバラの平均年降水量は1675mm。

## 歴史

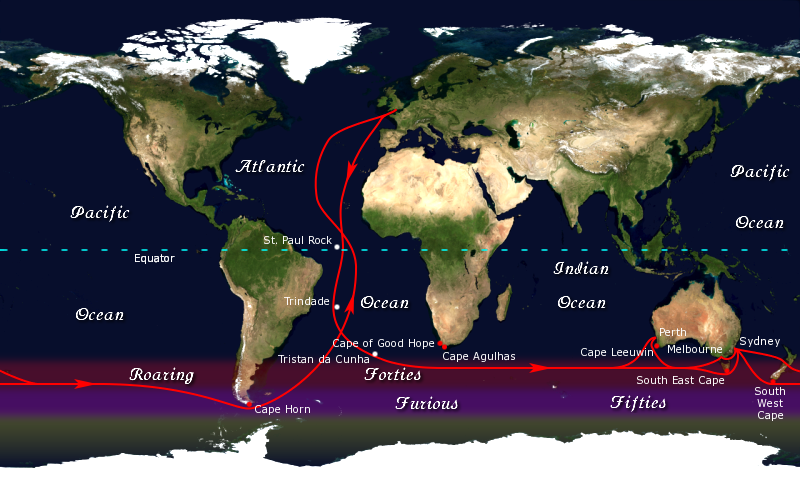
ヨーロッパとインド洋を喜望峰回りで結ぶ航路において、トリスタンダクーニャは途中の補給地として利用された。図は、19世紀のクリッパー（快速帆船）の航路である。

### 発見
1506年に、ポルトガルの探検家トリスタン・ダ・クーニャによって発見された。ただし、海が荒れていたために彼は島に上陸することはなかった。島の名称は、この探検家にちなんだものである。
1643年、オランダ東インド会社の船 Heemstede の乗組員によっておこなわれたのが、島への最初の上陸の記録である。喜望峰回りでヨーロッパとインド洋を往復する船や、大西洋を横断しようとする船によって、この島は補給地・避難港として利用された。17世紀後半には、セントヘレナから派遣されたイギリス東インド会社の船が、島への定住の可能性を報告しているが、実行には移されなかった。
島の本格的な調査は、1767年にフランス王国のフリゲート L’Heure du Berger によって行われたものが最初である。大まかな海岸線の測量が行われるとともに、Big Watron の大滝や北海岸にある湖の存在が確認された。調査結果はイギリス海軍の水路部によって1781年に公刊された。18世紀後半には、イギリス人商人が一時的に島に居住しているが、定住には至らなかった。

### 定住
最初の定住の試みは、アメリカ・マサチューセッツ州セーラム市出身の船員ジョナサン・ランバート (Jonathan Lambert) によって行われた。1810年12月、数人の部下とともに上陸したランバートは、1811年にトリスタンダクーニャ諸島をリフレッシュ諸島  (Islands of Refreshment)  と名付けて領有を宣言し、付近を航行する船舶に水や野菜や麦や肉、ゾウアザラシの油などを供給して対価を得た。しかし、ランバートは1812年3月17日にボート事故によって死亡した。この年、米英戦争が勃発し、島は両国の艦船によって基地として利用された。1815年3月23日には、アメリカ海軍のブリッグ「ホーネット」 (USS Hornet (1805 brig))  とイギリス海軍の大型スループ「ペンギン」 (HMS Penguin) が、島付近で交戦している。
1816年に、イギリスはこの島を正式に併合し、ケープ植民地の管理下に置いた。これは、前年セントヘレナに配流されたナポレオンを奪回するための基地としてフランスがトリスタンダクーニャを使用することを防ぐためであり、島にはイギリス陸軍の部隊が進駐した。この部隊は翌1817年には撤退するが、伍長のウィリアム・グラス（1787年–1853年）が軍を除隊し、家族とともに島に残り、島の長となった。島に寄港・漂着した船員の中には島に残留する者もあり、人口も次第に増え、多いときで100人前後が暮らした。
1867年、ヴィクトリア女王の次男であるエディンバラ公アルフレッドが、世界周航の途中この島に立ち寄った。この島唯一の集落であるエディンバラ・オブ・ザ・セブン・シーズ（略称エディンバラ）の名は、この訪問を記念して命名された。

### 孤立と接触

人口の推移 (1821–1923)

この島は、南大西洋を航行する船の補給基地や、捕鯨船の拠点として利用された。しかし、南北戦争に伴ってアメリカの捕鯨業が打撃を受けたことや、スエズ運河の開通（1869年）、帆船から蒸気船への転換により、アジアへの航海の途中にこの島に寄港する船は少なくなった。島は孤立を深めたが、宣教師が訪れたり、難破船の救助活動が行われたりしているため、外界との交渉が完全に絶たれたわけではない。1885年には漁船の事故により、島の成年男性18人のうち15人が死亡するという悲劇にも見舞われた。これ以降も、島が困難に陥った際に、ケープ植民地に移住するよう提案が行われたものの、島民はこれを拒否し続けた。島を出た人々が家族を連れて帰島したり、新たな定住者を得たりすることによって、島のコミュニティは維持された。なお、1880年代に聖公会（イングランド国教会）宣教師兼教師としてこの島に滞在した人物に、ルイス・キャロルの末弟であるエドウィン・ドジソン (Edwin H. Dodgson) がいる。
島が最も孤立した時期は第一次世界大戦前後であり、この時期にはイギリス海軍が毎年1回行っていた物資の補給が途絶えた。1919年7月に軽巡洋艦ヤーマスが大戦終結のニュースをもたらしたが、それまでの10年間、島は1通の郵便物も受け取らなかったという。1922年5月20日には、シャクルトン＝ローウェット遠征隊が南極遠征からの帰途トリスタンダクーニャに立ち寄って5日間滞在した。
1938年1月12日、この島はセントヘレナに所属することとなった。第二次世界大戦中の1942年にはイギリス海軍の秘密基地（コードネーム「HMS Atlantic Isle」）として無線・気象観測拠点が建設され、南大西洋を航行するUボートなどのドイツ艦船の監視が行われた。施設の建設には島民が従事したが、当時の島には通貨がなかったため、労賃は現物（木材、ペンキ、茶）で支払われた。
第二次世界大戦中に建設された重要な施設は、戦後もイギリスによって維持された。1949年にはトリスタン開発会社 (Tristan Development Corporation) が設立され、島にロブスター加工工場が建設された。1950年からはイギリス政府から行政官 (Resident British Administrator) が派遣されるようになり、貨幣が導入されるようになった。新聞「トリスタン・タイムス」が発行されるようになったのもこの頃である。
1956年、アメリカ合衆国による大気圏内核実験（アーガス作戦）がトリスタンダクーニャ島の南西115kmの地点で行われた。1957年には、エリザベス2世の夫であるエディンバラ公フィリップが王室所有の船でこの島を訪問している。

### 全島避難
1961年8月6日から、エディンバラ付近で地震活動が活発化し、10月10日に最初の噴火が起こった。当時居住していた住民全員（島民264名と一時滞在者25名）は島から脱出し、島民たちはイギリス本土に避難した。
避難した住民に対して行われた健康調査により、喘息が非常に多いことが判明した。
1962年初頭に、王立協会は島の調査を行い、噴火の被害は少なかった旨を報告した。イギリス政府は島民を対象に帰還するかどうかの投票を行わせた結果、島民のほとんどが島への帰還を選んだ。1963年、島民たちは2回に分けてトリスタンダクーニャ島に帰還した。
世界でも有数の孤島にあった自給自足的なコミュニティが物質文明社会のただ中に移動したこと、彼らが再び島へと戻る選択した事は注目を集め、この出来事を題材に複数の文学作品が創作された。

### 21世紀
トリスタンダクーニャが地理的に隔絶した環境にあることに変わりはないが、通信技術の発展は情報における孤立を解消している。2001年には衛星放送によってテレビが受信できるようになった。島ではインターネットを利用することもできる。
2002年にトリスタンダクーニャは、ロブスターやアホウドリを描いた紋章と旗を制定した。それまでは主島であるセントヘレナの旗と紋章を用いていた。
2005年にはイギリスの郵便番号「TDCU 1ZZ」が与えられた。これにより、島で暮らす人々がオンラインで商品を購入することが容易になった。
2007年12月には、ウイルス性の気管支喘息の爆発的な流行が報告された。島に適当な医薬品がなかったため、イギリス沿岸警備隊が国際的な協力をとりまとめ、対策にあたった。
2008年2月12日夜から翌日にかけて、ロブスター加工工場が火災で焼失した。工場にあった2機の発電機は島全体に電力を供給していたため、7月17日に工場が再建されて新しい発電機が稼動するまで、島は深刻な電力不足に陥った。
2009年7月、それまでの「セントヘレナとその属島」の憲法（1988年制定）が改められ、「セントヘレナ・アセンションおよびトリスタンダクーニャ」の新しい憲法が制定された。新憲法は、セントヘレナ島・アセンション島とトリスタンダクーニャの地位が対等であると規定している。

## 自然

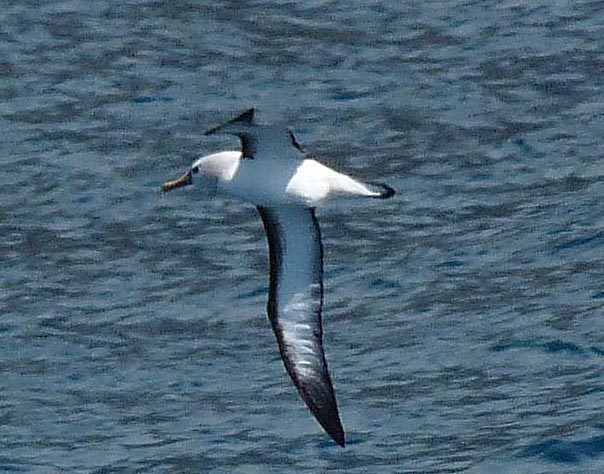
トリスタンダクーニャのキバナアホウドリ

トリスタンダクーニャは、アホウドリの大型近縁種の営巣地としても知られ、英語名に島の名を冠するゴウワタリアホウドリ (Tristan Albatross) のほか、ニシキバナアホウドリ (Atlantic Yellow-nosed Albatross) やワタリアホウドリが生息する。
ほかにズキンミズナギドリ (Atlantic Petrel) 、ズグロミズナギドリ (Great Shearwater) や、ナンキョクアジサシ (Antarctic Tern) 、イワトビペンギンなども生息する。イナクセシブル島とゴフ島は、ゴフ島野生生物保護区として、ユネスコ世界遺産の自然遺産に指定されている。
トリスタンダクーニャには多くの植物・動物相が見られるが、それらは南大西洋・南太平洋に広く周極的に分布している。このため、多くの種は遠くニュージーランドの種と共通である。
島内には工場が1カ所と産業が少なく風が強いことから空気は極めて清浄である。

## 政治
元首はイギリス国王であり、国王は総督を派遣する。トリスタンダクーニャの総督はセントヘレナ総督の兼任であるが、総督はセントヘレナに常駐するため、外務英連邦省職員である行政官 (Resident British Administrator) が総督の代理として駐在する。行政官は島の評議会の議長を務め、評議会の助言を受けて行政をつかさどる。2020年1月以降はフィオナ・キルパトリック(Fiona Kilpatrick)とスティーブ・タウンゼント(Steve Townsend)が3カ月ごとに交代で務めている。
評議会 (Island Council) は11人の評議員（8人が選出制、3人が指名制）からなり、評議員のうち少なくとも1名は女性であることが定められている。
島民総代 (Chief Islander) は1970年以来公選制となっており、評議員選挙において最も多くの票を集めた人物が就任する。2021年11月現在の総代は2019年3月に選出されたジェームズ・グラスで、これが通算4期目である。
島の警察業務は、常勤の警察官1名と、非常勤の特別巡査 (Special constable) 3名が担っている。
島の状況に応じて独自の立法を行うが、島の法律と矛盾しない限りセントヘレナの法律も適用される。

## 経済

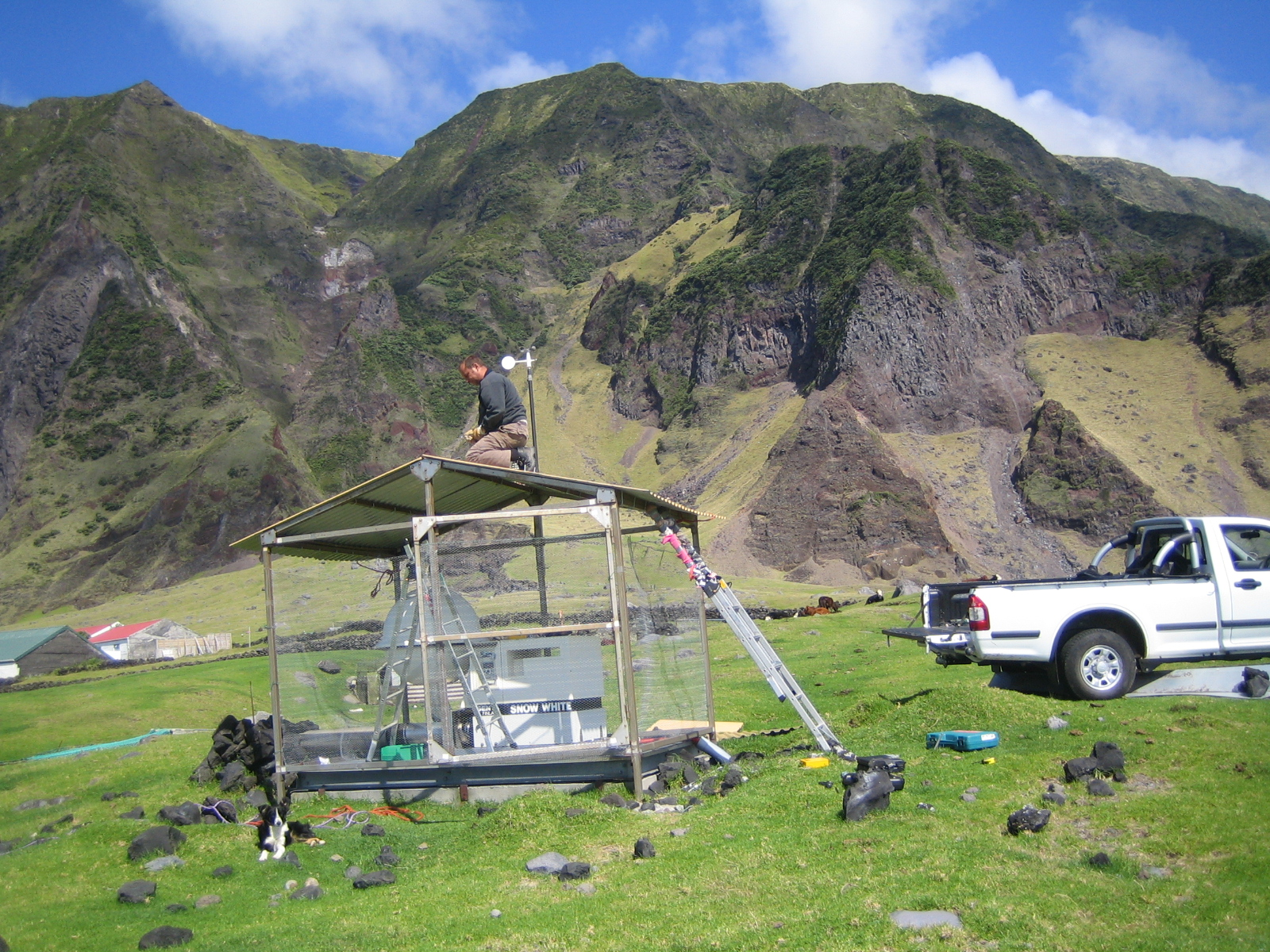
整備中のRN68

島の土地はすべて公有（コミュニティの所有）であり、個人の土地が割り当てられジャガイモを栽培している。島民以外は土地の購入や定住が認められていない。
島民の多くは島の政庁に務める公務員だが、農業や漁業も営んでいる兼業の農家や漁師である。なお家畜の数は放牧地で厳しく管理されており、富裕な家族がさらに富を蓄積するようなことはできない。島では食糧の自給自足が可能である。島内の牧草が家畜に食べ尽くされないように管理するため、ヒツジは家族1人当たり2頭までと、飼育数が制限されている。
島の主な外貨収入源は、収集家のための切手・コインの発行と、水産加工品（ロブスター）の輸出で、年間140万英ポンドに上る。島の財政は、1980年以降イギリスから独立している。しかし、独自にEU市場に参加することは許されていない。同じイギリス属領のセントヘレナが独自のセントヘレナ・ポンドを持つのに対し、イギリス本土と同じ英ポンドを使用している。セントヘレナの銀行を使うことができる。
トリスタンダクーニャはイギリスの海外領土として万国郵便連合に加盟しており、独立の郵便事業体として切手を発行している。トリスタンダクーニャにはISO 3166-1において単独の国名コードが割り当てられている。
特産のロブスターは、トリスタン・ロック・ロブスター (Tristan rock lobster) と呼ばれている。ロブスター加工工場は島最大の建造物であり、島全体の電力供給を担う発電所でもある。島で加工された冷凍ロブスターは年間140トンが日本やアメリカ合衆国に輸出されている。なおトリスタン・ロック・ロブスターはイセエビ科ミナミイセエビ属であるため日本では『トリスタン産の伊勢海老』と紹介されることもある。
島内には包括的核実験禁止条約機関準備委員会（CTBTO）の観測所（RN68）がある。

## 住民

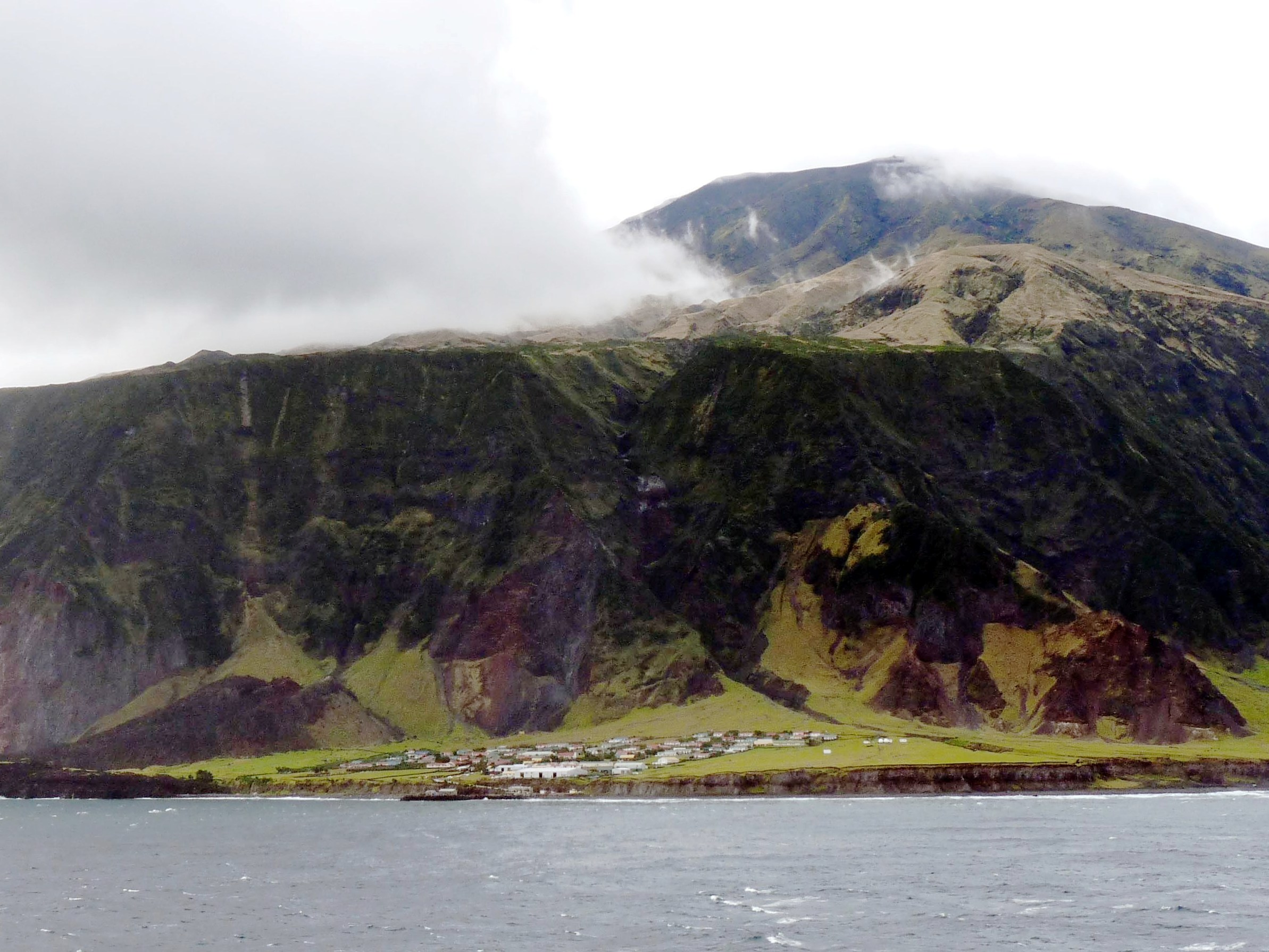
海と山に挟まれた平地にあるエディンバラ・オブ・ザ・セブン・シーズ。

島民は約250人で、唯一の集落エディンバラ・オブ・ザ・セブン・シーズに暮らす。島民のほか、行政官、医療関係者、教師、技術者などの外部者も生活している。島で使用されている言語は英語であるが、後述のように複数の国から来た人々の末裔が、外部から隔絶した地理的条件の下で長年社会を構成してきたため、方言というべき特殊な訛りがある。
島の唯一の宗教はキリスト教である。聖公会の「St Mary's Church」とカトリックの「St Joseph's Church」の2つの礼拝堂があり、両宗派の信者がいる。聖公会の監督は南アフリカから、カトリックの司祭はイギリスから派遣されている。
現在の島民の家系をたどると、わずか15人の祖先に行き着くと考えられる。祖先となる8人の男性と7人の女性は、1816年から1908年にかけての時期に、分散して島にやってきた。その出身地は、スコットランド、イングランド、オランダ、アメリカ合衆国、イタリアと様々である。島には約80家族が住むものの、姓は7つしかない。その伝統ある姓は、Glass（スコットランド系）、Green（オランダ系）、Hagan（アメリカ系）、Lavarello（イタリアのリグーリア州に特徴的な姓）、Repetto（同じくリグーリア州の姓）、Rogers（アメリカ系）、Swain（イングランド系）である。人口が少ないため、近親婚による健康・遺伝問題が顕在化し、空気が清浄であるにもかかわらず、気管支喘息の者が多くいる。喘息患者の割合が世界最多で、島民の30～40%は、喘息を患っていると言われている。
島には病院が1つあり、南アフリカから派遣された医師1人と看護師5人がいる。診療は無料であるが、出産や手術が行われることは限られる。重篤な症状の場合には、近くを通過する漁船に信号を送り、ケープタウンまで送る必要がある。2007年にはIBM、ピッツバーグ大学医療センター、トリスタンダクーニャ政庁などが協力して遠隔地医療通信のプロジェクトに取り組み、島の医師が医療的な助言を得られることを可能にしている。
テレビ放送は2001年まで受信できなかったが、現在は衛星放送により、イギリス軍放送 (British Forces Broadcasting Service) のサービスが受信できる。電話は各家庭に普及しており、現在はインターネットサービスも利用できる。『トリスタン・タイムズ』(Tristan Times) という新聞が季刊で発行されており、オンラインでもニュースを提供している。また、島民向けのラジオ局「Tristan Broadcasting Service」もある。
教育は初等・中等教育に限られる。島に1つある学校「セント・メリーズ・スクール」では3歳から15歳までの児童生徒が学んでいる。1975年に建設された現在の校舎には5つの教室、厨房、ステージ、コンピューター室、工作室と科学室がある。 16歳になった者は希望すればイギリス本土で教育を受け続けることができる。
この他、村には郵便局、博物館、パブ、喫茶店が1箇所ずつある。

## 交通

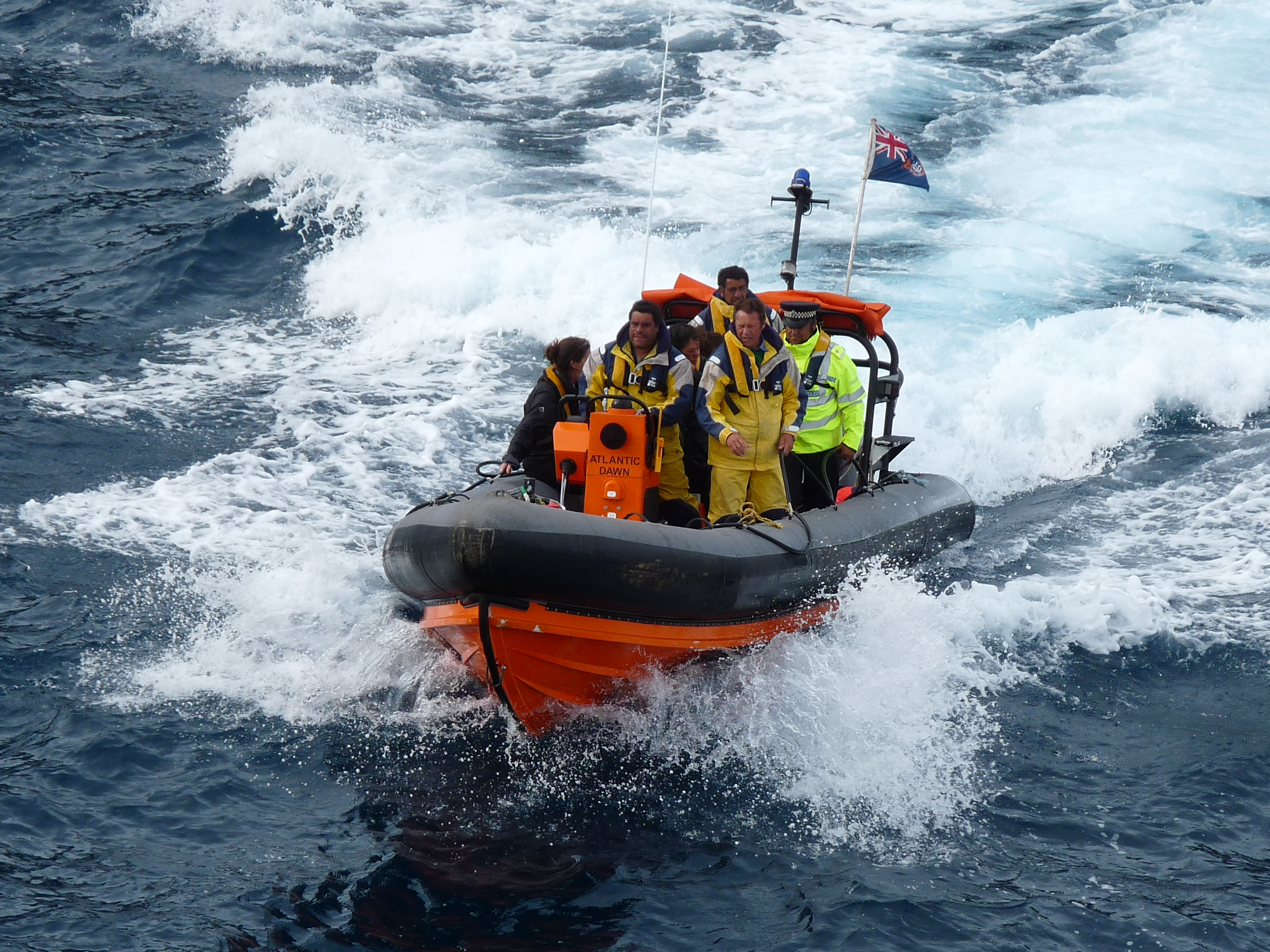
島に上陸する観光客（2009年）

島の北部に小さな漁港がある。空港はなく、島へのアクセスは海路に限られている。島の港には外洋航行船やヨットは着岸することはできず、沖合の投錨地に停泊した船から島の小型船で人や物の積み下ろしを行うことになる。

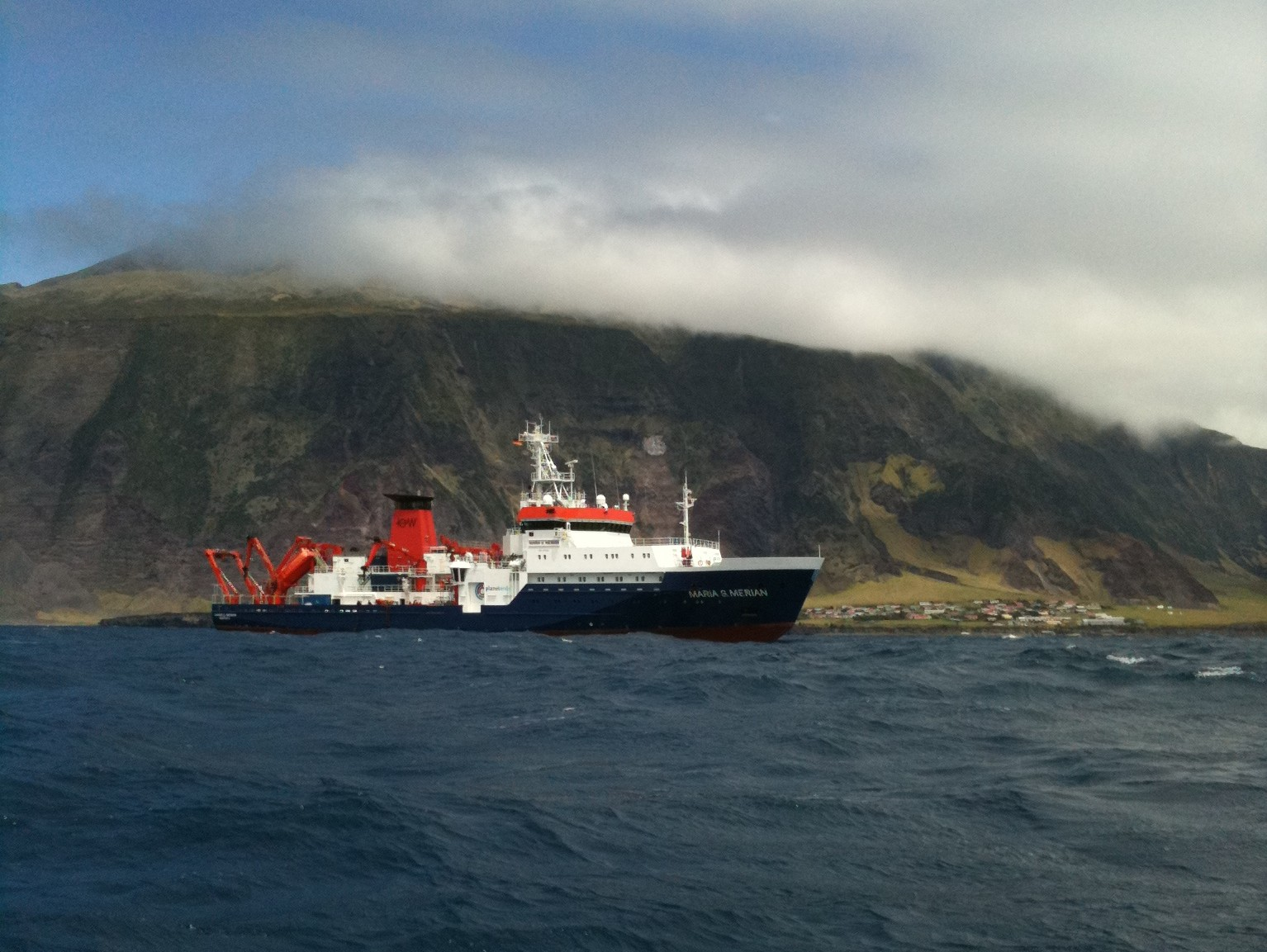
停泊するドイツの調査船RV Maria S. Merian

かつてはイギリス政府の郵便船セントヘレナが、1年に1度ほど寄港しており、アセンション島やセントヘレナ島、ケープタウンやイギリス本土へとつながっていたが、セントヘレナ空港の開設に伴い2018年に航路が廃止された。
南アフリカ政府の調査船 SA Agulhas、南アフリカの水産会社が運航する MV Edinburgh および MV Baltic Trader が、1年に9往復の定期便としてケープタウンと島を結んでおり、郵便物・貨物・旅客の輸送を担っている。ケープタウンと本島の所要日数は5～7日である。このほか、チャーター船やクルーズ船が不定期に島に立ち寄っている。
島内では公共交通機関としてバスが使われており、年金受給者は無料で利用できる。また個人が待合所を作ることも出来る。私物の自動車やバイクも存在する。

## トリスタンダクーニャが登場する作品
- ジュール・ヴェルヌの小説「十五歳の船長」では主人公たちが乗った船がトリスタンダクーニャ島を通過する場面がある。船の羅針盤が壊れていることに気づかない彼らはイースター島と勘違いした。
- フランスの作家 Hervé Bazin の小説 「Les Bienheureux de la Désolation」（1970年） - 1961年の全島避難と島への帰還を描いている。
- 日本の作家荒巻義雄の架空戦記小説シリーズ「艦隊シリーズ」（1990年-2000年） - 島に日本軍の基地が設定されている。作中での表記は、トリスタン・ダ・クーナ島。
- イギリスの劇作家ジニー・ハリスの劇作品「最果ての地よりさらに遠く」(Further Than the Furthest Thing)（2000年） - この島をモデルに、1961年の全島避難に着想を得られた作品である。この作品は2005年に日本でも文学座によって上演された[24]。
- オーストリアの作家 Raoul Schrott の小説「Tristan da Cunha oder die Hälfte der Erde」（2003年） - トリスタンダクーニャ島とゴフ島を舞台としている。
- NHKデジタル衛星ハイビジョン(NHK BShi)の紀行番組『世界一番紀行』では、「世界で一番“遠い”島」としてトリスタンダクーニャ島が取り上げられ、俳優の粟野史浩が訪問した（2011年2月9日放送）。粟野は、2005年に演劇作品「最果ての地よりさらに遠く」（先述）に出演している[25]。